# Jednotný digitální trh
Jednotný digitální trh je sektor Evropského jednotného trhu, který pokrývá digitální marketing, elektronické obchodování, a telekomunikace. Evropská komise jej představila v roce 2015.

## Vývoj
Andrus Ansip a Günther Oettinger jsou zodpovědní v Evropské komisi za implementaci jednotného digitálního trhu. V souvislosti s tím vyvstává nutnost komplexního řešení problematiky digitální logistiky jejíž nedílnou součástí je rovněž efektivně řešený zmíněný digitální marketing.